# Ванаця
Ванаця (пол. Wanacja) — село в Польщі, у гміні Турошль Кольненського повіту Підляського воєводства.
Населення — 197 осіб (2011).
У 1975-1998 роках село належало до Ломжинського воєводства.

## Демографія
Демографічна структура станом на 31 березня 2011 року:
|          | Загалом | Допрацездатний вік | Працездатний вік | Постпрацездатний вік |
| -------- | ------- | ------------------ | ---------------- | -------------------- |
| Чоловіки | 105     | 26                 | 77               | 2                    |
| Жінки    | 92      | 22                 | 54               | 16                   |
| Разом    | 197     | 48                 | 131              | 18                   |